# De Haukes
De Haukes est une localité située dans la commune néerlandaise de Hollands Kroon, dans la province de la Hollande-Septentrionale.